# Biomedizinische Analytik
Die biomedizinische Analytik (bis Juli 2005 medizinisch-technischer Laboratoriumsdienst) zählt in Österreich zu den gehobenen medizinisch-technischen Diensten.

## Berufsbild
Die Hauptaufgaben der biomedizinischen Analytiker (zuvor: Diplomierten medizinisch-technischen Analytiker) liegen in der eigenverantwortlichen Durchführung aller Laboratoriumsmethoden und Methoden der Funktionsdiagnostik nach ärztlicher Anordnung im humanmedizinischen Bereich zur Vorsorge und Versorgung von Patienten.
Das Tätigkeitsfeld umfasst aber auch den Bereich der Veterinärmedizin, der Industrie, der Forschung sowie der Lehre.
Die Ausbildung an Akademien für den medizinisch-technischen Laboratoriumsdienst bzw. ab 2006 an Fachhochschulen dauert drei Jahre und umfasst Berufspraktika im Umfang von mind. 1125 Stunden. Als Zugangsvoraussetzung zum Bachelorstudium biomedizinische Analytik gilt einerseits die allgemeine Universitätsreife gemäß §4 Abs. 5 FHStG und andererseits die einschlägige berufliche Qualifikation mit Zusatzprüfung.

## Tätigkeitsbereiche
Im medizinisch-chemischen Bereich führt die biomedizinische Analytikerin klinisch-chemische Untersuchungen von Körperflüssigkeiten und Ausscheidungen, z. B. Blut, Liquor oder Harn, durch. Die Analysemethoden reichen von einfachen manuellen bis zu hochtechnischen automatisierten Verfahren. Auch die Blutabnahme gehört zum Tätigkeitsbereich.
In der Histologie (Gewebelehre) werden dünnste Schnitte von Organteilen hergestellt und diese mit Hilfe verschiedener Färbemethoden für mikroskopische oder immunhistochemische Untersuchungen präpariert.
In der Mikrobiologie werden Methoden zur Bestimmung von krankheitserregenden Mikroorganismen durchgeführt.
In der Hämatologie (Lehre vom Blut) ist die quantitative Erfassung von Blutzellen, deren qualitative Beurteilung in gefärbten Blutausstrichen sowie die Bestimmung von Blutgerinnungsparametern die Hauptaufgabe der Analytiker. Das Aufgabengebiet in der Immunhämatologie umfasst die Blutgruppenbestimmung sowie Verträglichkeitsproben von Blut- und Organtransplantaten.
Auf dem Gebiet der Immunologie werden unter anderem Antigene und Antikörper nachgewiesen, auf dem Gebiet der Molekularbiologie Bestimmungen auf DNA/RNA-Ebene durchgeführt.
Die Funktionsdiagnostik beschäftigt sich mit Untersuchungen auf dem Gebiet der Elektro-Neuro- sowie der kardiopulmonalen Funktionsdiagnostik (EEG, EKG, Lungenfunktion).